# بلاكهوك (دي سي كومكس)
بلاكهوك (بالإنجليزية: Blackhawk)‏ هو اسم الشخصية الرئيسية في سلسلة كتب القصص المصورة «بلاكهوك» والتي كان يتم نشرها أصلا عن طريق كواليتي كومكس ثم أصبحت تنشر بواسطة دي سي كومكس. ابتكرها تشاك كويدرا بإسهام من بوب باول وويل إيسنر. ظهرت شخصية بلاكهوك لأول مرة في ميليتاري كومكس العدد رقم 1 (أغسطس 1941). سرب بلاكهوك هو فريق بقيادة رجل غامض يعرف باسم بلاكهوك، مشكل من طيارين شاركوا في الحرب العالمية الثانية من جنسيات مختلفة. على الرغم من أن قائمة عضوية شهدت تغيرات على مر السنين، لكن في الأغلب يكون الفريق مكون من سبعة أعضاء أساسيين.